# سانتياغو خوسيه سيليس
سانتياغو خوسيه سيليس (بالإسبانية: Santiago José Celis) هو طبيب سلفادوري، ولد في 1782 في أهواتشابان في السلفادور، وتوفي في 16 أبريل 1814 في سان سلفادور في السلفادور.